# Puig Sabarraca
Puig Sabarraca är en bergstopp i Spanien.   Den ligger i provinsen Província de Girona och regionen Katalonien, i den östra delen av landet, 500 km öster om huvudstaden Madrid. Toppen på Puig Sabarraca är 1 266 meter över havet, eller 139 meter över den omgivande terrängen. Bredden vid basen är 3,9 km.
Terrängen runt Puig Sabarraca är huvudsakligen kuperad.Runt Puig Sabarraca är det glesbefolkat, med 15 invånare per kvadratkilometer. Närmaste större samhälle är Olot, 10,7 km nordost om Puig Sabarraca. I omgivningarna runt Puig Sabarraca växer i huvudsak blandskog.